# Национальная книжная палата Республики Молдова
Национальная книжная палата Республики Молдова, сокращённо НКП РМ (рум. Camera Nationala a Cartii din Moldova, сокращённо CNCM) — национальный центр библиографии и статистики печатной продукции Республики Молдова. Как и многие библиографические агентства, он занимается библиографическим и статистическим учётом выпускаемых на территории страны изданий, архивным хранением изданий, проведением международной стандартной нумерации произведений печати, научными исследованиями в области книжного дела и другими обязанностями в этой сфере. Данный центр, начиная с 1 июня 1957 года, отвечает перед правительством (Молдавской ССР, позже Республики Молдова) и обществом за оперативный и исчерпывающий учёт печатной продукции, выпущенной на территории страны.

## Миссия
Во многих странах существует Закон обязательного экземпляра, регулирующий хранение документов в специализированных центрах (Национальное библиографическое агентство) для потомков.
Национальная книжная палата Республики Молдова (НКП РМ) имеет миссию сохранения и обеспечения доступа к соответствующей информации о печатном достоянии изданным на территории РМ нынешним и будущим поколениям пользователей, в целях исследования, изучения и информатизации путём:
- пополнения, обработки, архивирования и продвижения печатной продукции на традиционном носителе, и не только из национального наследия Республики Молдова;
- Проведение национального библиографического контроля и разработка свода национальной библиографии;
- Составление информационно-библиографической статистики издательской продукции;
- Организация Национального депозитария, являющегося основным документальным источником для изучения национальной культуры;
- Обеспечение присутствия Республики Молдова в международной информационной, издательской и статистической системе.

### Задачи
Основными задачами НКП РМ являются:
- регистрация и статистический учёт печатной продукции в Молдове;
- исследования для практической деятельности по созданию государственной библиографии, а также обеспечению единых подходов к этому процессу в библиотеках и издательских организациях;
- пополнение Государственного архива печати Молдовы;
- пополнение хранилищ крупнейших библиотек страны на основе обязательного экземпляра за счет издателя;
- ведение государственных библиографических указателей;
- выпуск «Национальная Библиография Молдовы» и книг серии «Книги Молдовы»;
- присвоение издательствам и изданиям номеров ISBN, ISSN и ISMN (поскольку НКП Молдовы является национальным агентством ISBN, ISSN и ISMN в Молдове);
- разрешения присвоения книгам классификаторов УДК;
- разработка и эксплуатация банка данных государственной библиографии;
- создание и поддержка информационной системы «Книги в наличии и печати».

### Структура
В состав книжной палаты входят:
- Отдел «Национальная библиография»
- Отдел «Международная нумерация изданий»
- Отдел «Аналитическая обработка документов»
- Отдел «Primirea și Înregistrarea Publicațiilor»
- Отдел «Архив обязательного экземпляра»
- Отдел «Статистика печатной продукции»

## Издания
- Национальная Библиография Молдовы (до 1999 — Cronica Presei)
- Книги Молдовы
- Периодика Молдовы